# إدوارد إي. ويلارد
إدوارد إي. ويلارد (بالإنجليزية: Edward E. Willard)‏ هو سياسي أمريكي، ولد في 25 سبتمبر 1862 في لانكاستر في الولايات المتحدة. حزبياً، نشط في الحزب الجمهوري. وقد انتخب عضو مجلس نواب ماساتشوستس.